# Basilica Mauriziana
La Basilica Mauriziana (Basilica dei Santi Maurizio e Lazzaro, popolarmente nota anche come chiesa di Santa Croce in omaggio alla sua antica denominazione), è una basilica del centro storico di Torino, sita in via Milano n. 20.

## Storia
Posta a ridosso della Galleria Umberto I, risale alla fine del Cinquecento, quando l'Arciconfraternita della Santa Croce finanziò il restauro di una preesistente chiesa romanica del 1207, dedicata a san Paolo.

Nel 1678 la chiesa fu nuovamente rimaneggiata dall'architetto Antonio Bettino, già collaboratore del celebre Guarino Guarini, e dotata dell'ampia cupola che sormonta la navata centrale.
Su volere di re Vittorio Amedeo II, nel 1728 la chiesa fu interamente ceduta all'Ordine Mauriziano e all'Arciconfraternita, che così assunse il nome di Regia Arciconfraternita dei Santi Maurizio e Lazzaro e la chiesa divenne quindi «Basilica magistrale dell'Ordine dei Santi Maurizio e Lazzaro».
L'anno seguente, la trasformazione urbanistica della zona interessò anche la facciata che fu ridisegnata da Filippo Juvarra. L'attuale disegno del prospetto principale è frutto di un successivo intervento di Carlo Bernardo Mosca, risalente al 1836.

## Caratteristiche
Di gusto tipicamente barocco, la basilica è posta a ridosso della retrostante Galleria Umberto I e si sviluppa su una pianta centrale, la cui navata è interamente sormontata da un ottimo esempio di cupola su base ellittica, di influenza guariniana.
All'interno si possono ammirare le pregevoli statue lignee del Perrucca poste presso l'altar maggiore, mentre nella Sacrestia è conservata una singolare «macchina processionale» in cartapesta raffigurante la Resurrezione, disegnata e realizzata da Francesco Ladatte, anch'egli confratello della Confraternita dei Santi Maurizio e Lazzaro (in alcuni testi è attribuita al Plura, ma egli era già morto quando la macchina processionale fu realizzata nel 1750); degni di nota sono anche il pulpito e i confessionali in stile eclettico, opera di Carlo Ceppi. La volta della cupola fu affrescata nel 1859 da Paolo Emilio Morgari con il Trionfo della Croce.
I bombardamenti del 13 luglio del 1943 che causarono ingenti danni a tutto il circondario danneggiarono gravemente il ciclo di affreschi ottocenteschi del Morgari e del Gonin.
Contestualmente alle altre proprietà dell'Ordine Mauriziano, nel 2001 sono stati avviati dei lavori di restauro che prevedono un recupero architettonico e la creazione di un nuovo percorso museale della sottostante cripta.